# Python curtus
La pitón de cola corta (Python curtus) es una serpiente perteneciente a la familia Pythonidae; es el representante tipo de la familia y del grupo formado por esta especie junto a Python brongersmai y Python breitensteini, recientemente reconocidas como especies plenas.

## Apariencia
De cabeza en forma de cuña, cuneiforme, con morro chato, aplanado y un poco respingón. En la parte superior de la cabeza presenta un contraste de colores entre un amarillo anaranjado y una de color pardo oscuro, con una estría entremedias algo más clara.
Los huesos del maxilar son móviles lo que le capacita para engullir presas más grandes que su boca.
El cuerpo, cilíndrico, es macizo y algo desproporcionado con respecto a la cabeza. Su coloración presenta unos preciosos dibujos contrastados con una coloración variable anaranjada, pardo oscuro y beige. La parte inferior es mucho más clara llegando a ser a veces blanquecina.
Su longitud máxima suele estar en torno a los 160 cm. En cuanto a su longevidad se citan como verdaderas cifras de 20 a 25 años, pero son escasos los datos de ejemplares que superen los 10-12 años.

## Localización
Vive en estado salvaje en las selvas tropicales de Sumatra, cerca de sitios con agua entre las húmedas hierbas y maderas muertas, no es una trepadora habitual.

## Alimentación
Se alimenta principalmente de pequeños mamíferos, pero también de pequeñas aves como codornices.

## Reproducción
Tras el apareamiento la hembra elige un lugar donde deposita entre 8 y 15 huevos blancos y de forma elíptica, enroscándose a su alrededor para incubarlos a unas temperaturas aproximadas entre 27° y 29°, durante dos meses y medio aproximadamente. Los recién nacidos miden unos 40 cm aproximadamente de longitud.